# 佐倉丸 (2代)
佐倉丸（さくらまる）は日本郵船の貨物船。S型貨物船の一隻。
なお、先代として1887年に英国で建造したものを日本郵船が購入した初代佐倉丸がいる。
文中、トン数表示のみの船舶は日本郵船の船舶である。

## 船歴
三菱重工業長崎造船所で建造され、1939年（昭和14年）8月5日に起工、同年12月13日に進水し、1940年（昭和15年）3月30日に竣工した。
竣工後、「佐倉丸」は東航世界一周航路に就航した。
1941年（昭和16年）1月21日に陸軍に徴傭され、6月5日にいったん解傭されたが、7月12日に再度徴傭された。「佐倉丸」は防空基幹船に指定され、八八式七糎野戦高射砲6門、九八式二十粍高射機関砲8門が搭載された。
「佐倉丸」は開戦劈頭、コタバルへの上陸作戦に参加する。船団は12月4日に三亜より出撃し、7日に目的地ごとに分かれた。「佐倉丸」は「綾戸山丸」（三井物産船舶部、9,788トン）、「淡路山丸」（三井物産船舶部、9,794トン）とともにコタバルへ向かった。3隻は佗美支隊、約5500名を乗せていた。輸送船3隻は7日23時55分にコタバル沖に投錨し、上陸が開始されたが、8日3時半ごろから空襲が始まる。輸送船は3隻とも被弾、「佐倉丸」には爆弾2発が命中し、3名が戦死した。「淡路山丸」は炎上し航行不能となった。6時30分、「佐倉丸」と「綾戸山丸」は避退を開始した。翌日、船団はコタバルに戻って揚陸を再開し、同日中に完了した。
「佐倉丸」は広東省虎門で応急修理を行い、宇品に戻った後、大阪鉄工所桜島工場で修理を受けた。
それからジャワ攻略作戦に参加する。攻略船団は2月18日にカムラン湾より出撃。「佐倉丸」などは2月28日22時30分にバンタム湾に着き、3月1日0時までに泊地進入を終えて揚陸を開始したが、そのころバタビヤ沖海戦が生起し、船団に被害が発生した。1時38分、「佐倉丸」の四番艙左舷に魚雷が命中。さらに機関室左舷後部にも被雷し、「佐倉丸」は2時30分に横転して沈没した。この時、「佐倉丸」の他に第二号掃海艇、「神州丸」（陸軍省、8,160トン）、「蓬萊丸」（大阪商船、9,206トン）、「龍野丸」（7,296トン）も被雷している。この被害は海戦中に巡洋艦「最上」が発射した魚雷によるものと考えられる。

## 姉妹船
崎戸丸型（S型）貨物船
- 崎戸丸
- 讃岐丸（二代目）
- 佐渡丸（二代目）
- 相模丸（三代目）
- 相良丸
- 笹子丸